# Брехен (Хесен)
Брехен (њем. Brechen) општина је у њемачкој савезној држави Хесен. Једно је од 19 општинских средишта округа Лимбург-Вајлбург. Према процјени из 2010. у општини је живјело 6.674 становника. Посједује регионалну шифру (AGS) 6533002.

## Географски и демографски подаци
Брехен се налази у савезној држави Хесен у округу Лимбург-Вајлбург. Општина се налази на надморској висини од 179 метара. Површина општине износи 24,9 km². У самом мјесту је, према процјени из 2010. године, живјело 6.674 становника. Просјечна густина становништва износи 268 становника/km².

## Међународна сарадња
| Мјесто | Држава    | Врста сарадње | Од    |
| ------ | --------- | ------------- | ----- |
| Курси  | Француска | контакт       | 1976. |
| Извор  |           |               |       |